# Santa Cruz (Rio de Janeiro)
Santa Cruz  è un quartiere (bairro) della Zona Ovest della città di Rio de Janeiro in Brasile.

## Amministrazione
Santa Cruz fu istituito come bairro a sé stante il 23 luglio 1981 come parte della omonima Regione Amministrativa XIX del municipio di Rio de Janeiro.

## Galleria d'immagini

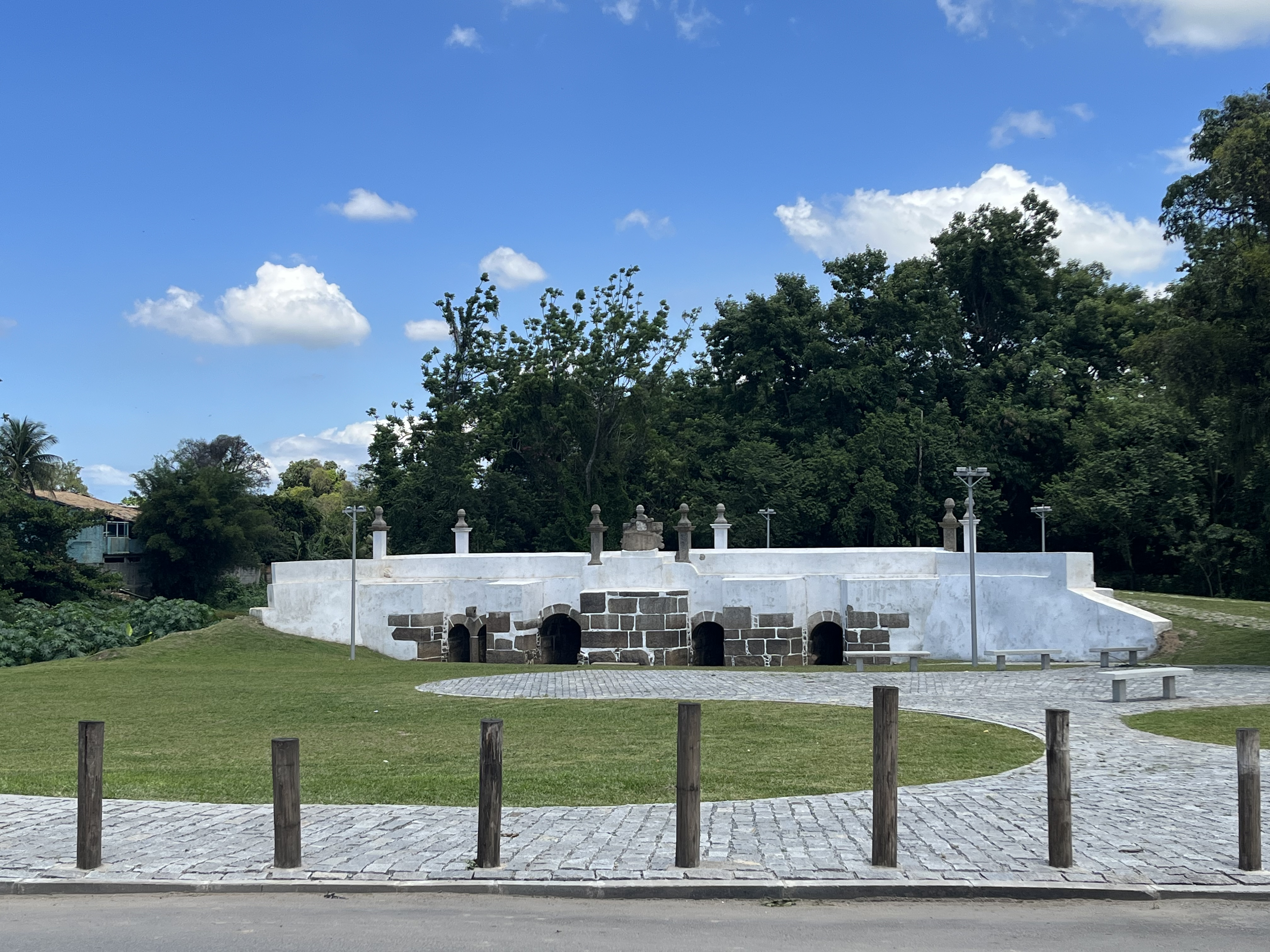
Ponte dos Jesuítas
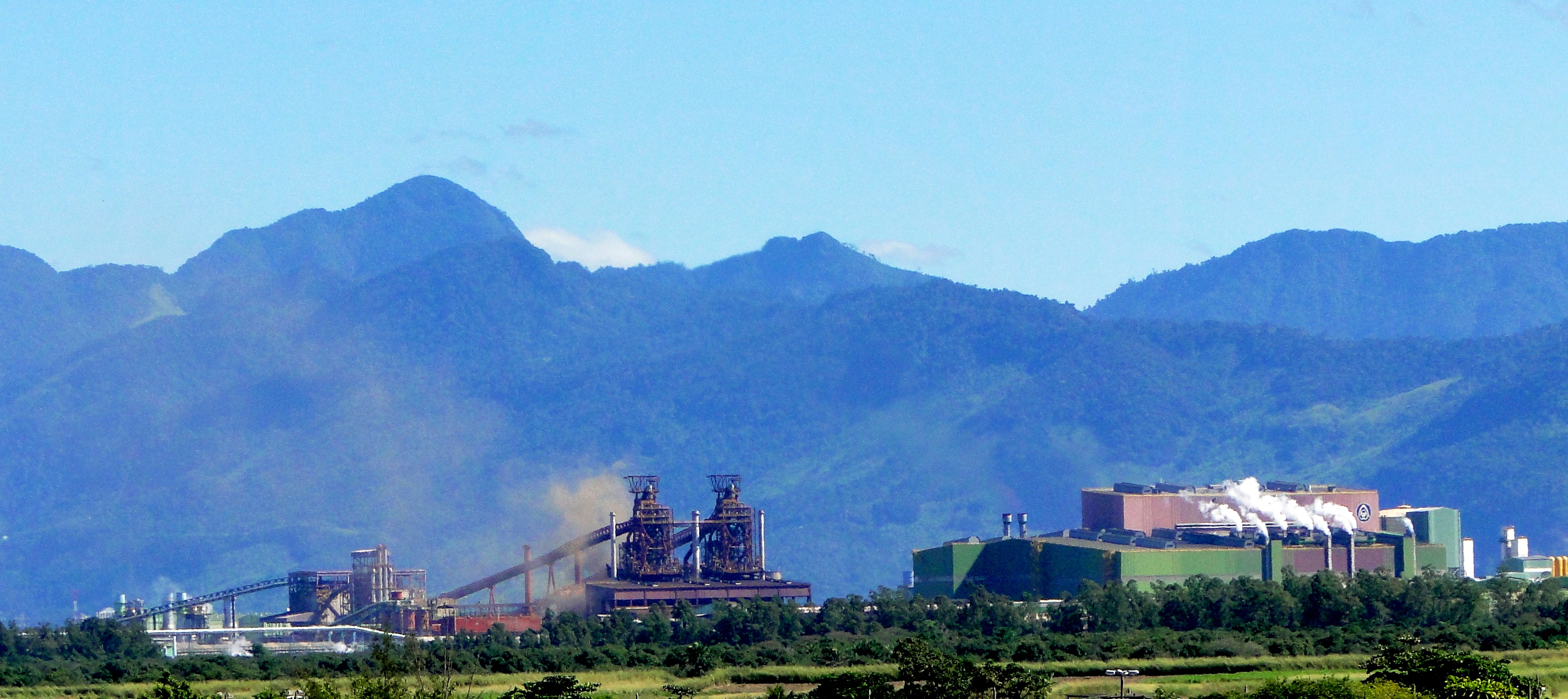
Acciaieria CSA Thyssenkrupp
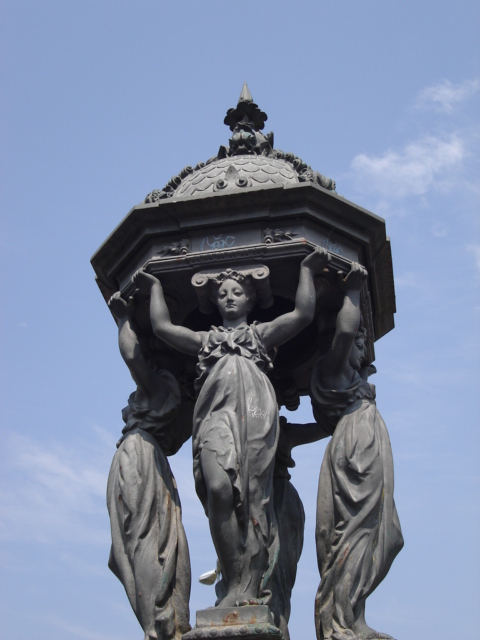
Wallace Fontana
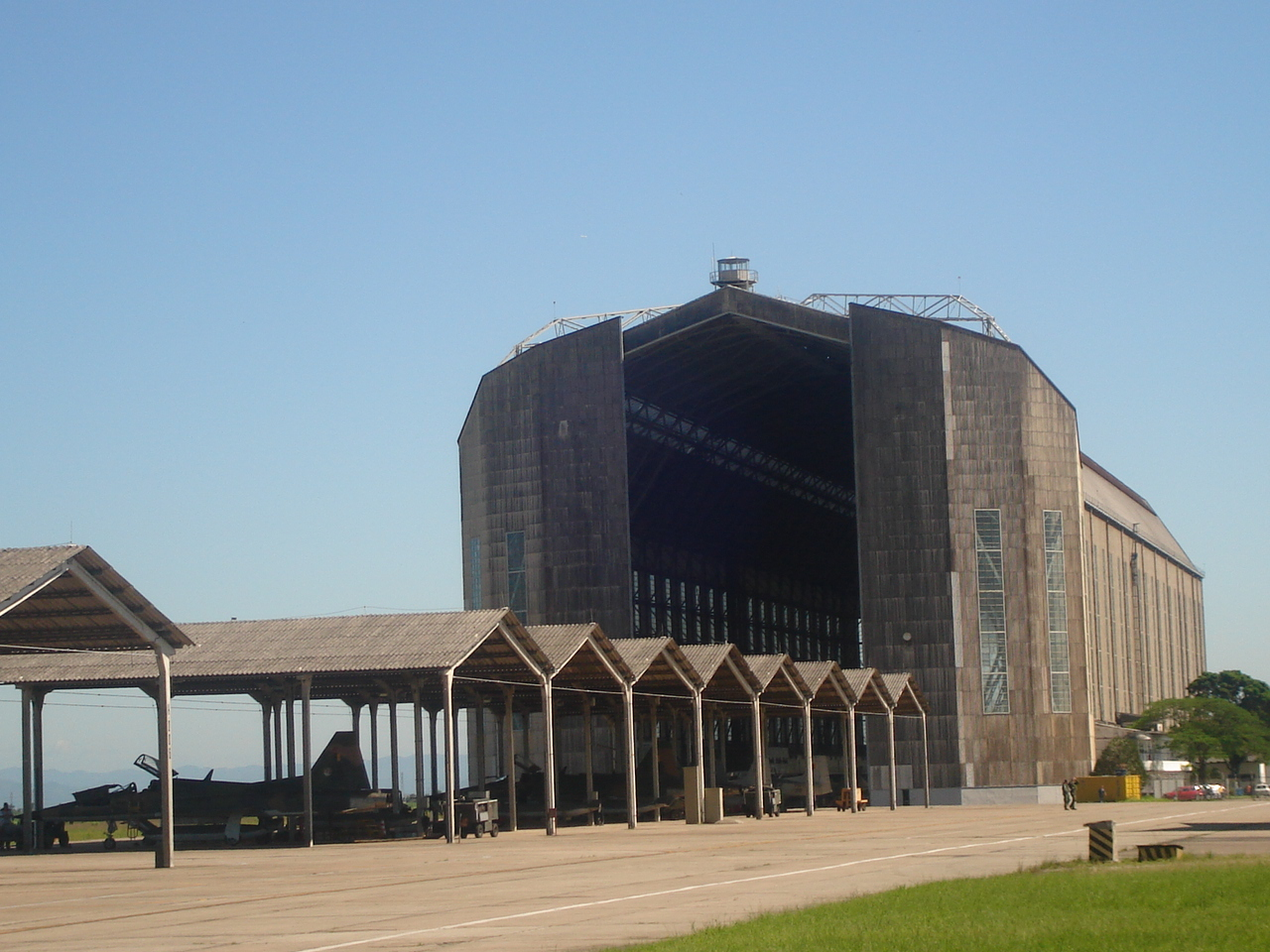
Hangar Zeppelin
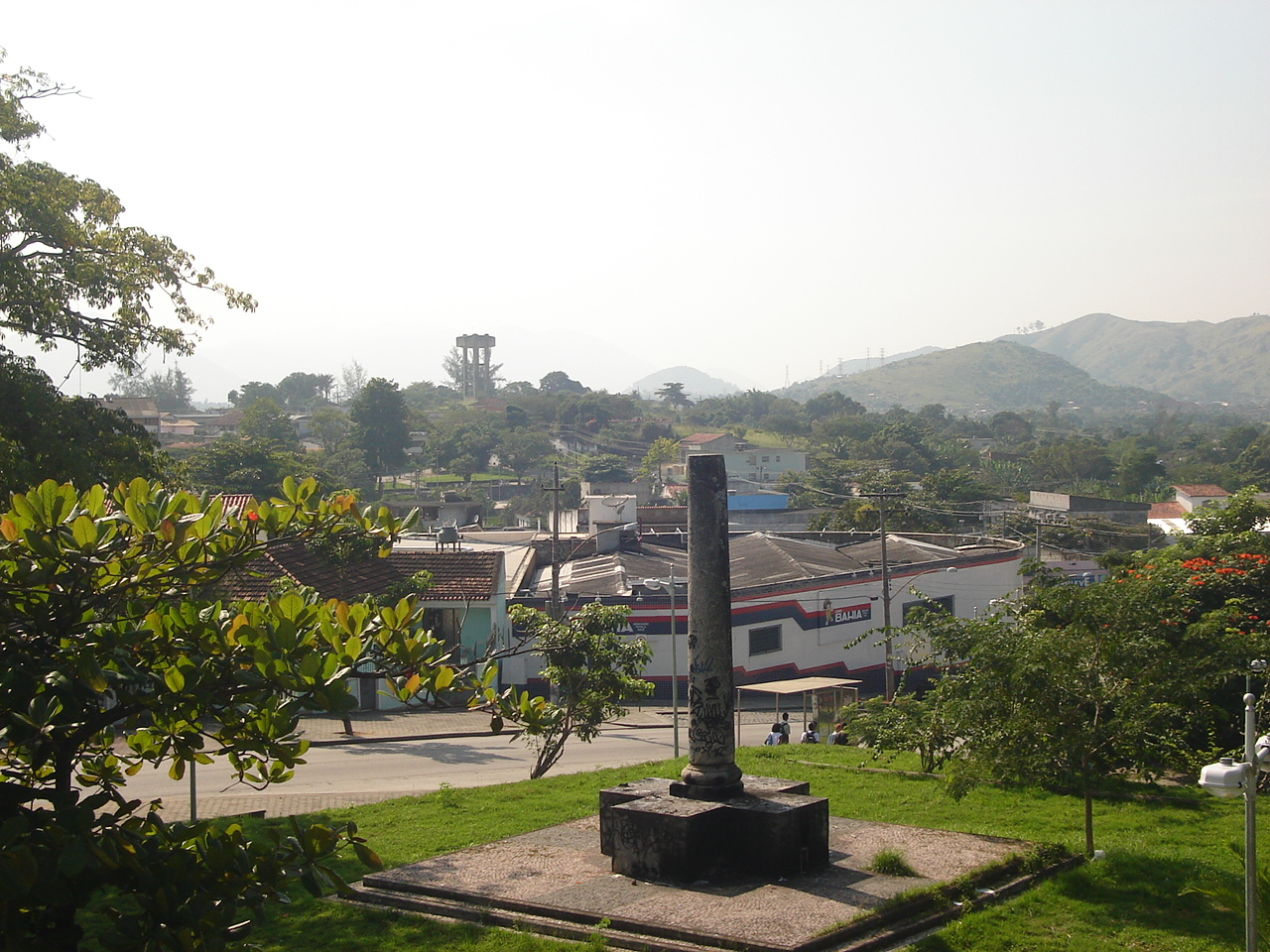
Monumento al IV Centenario di Santa Cruz
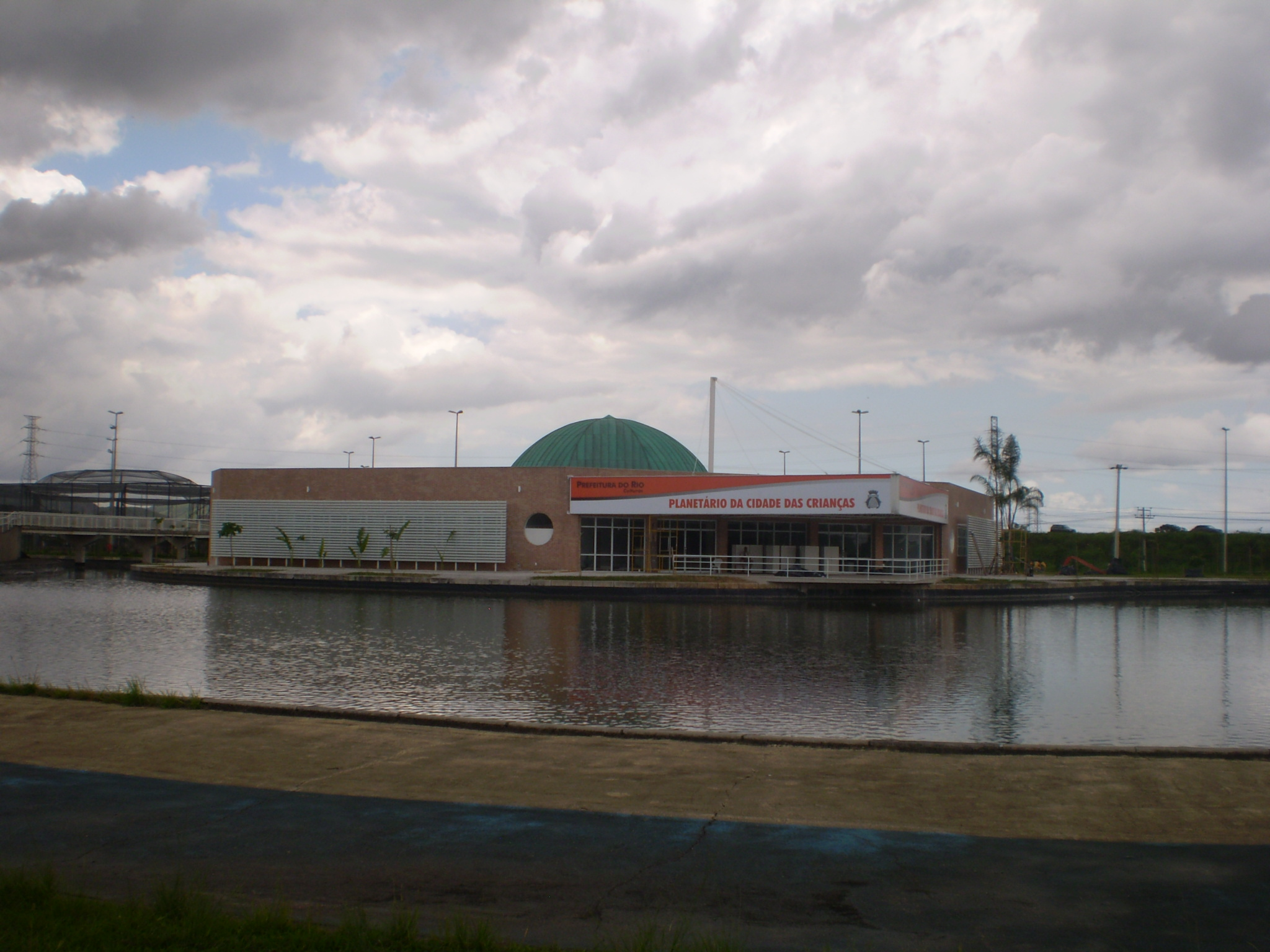
Planetario della Città dei bambini.
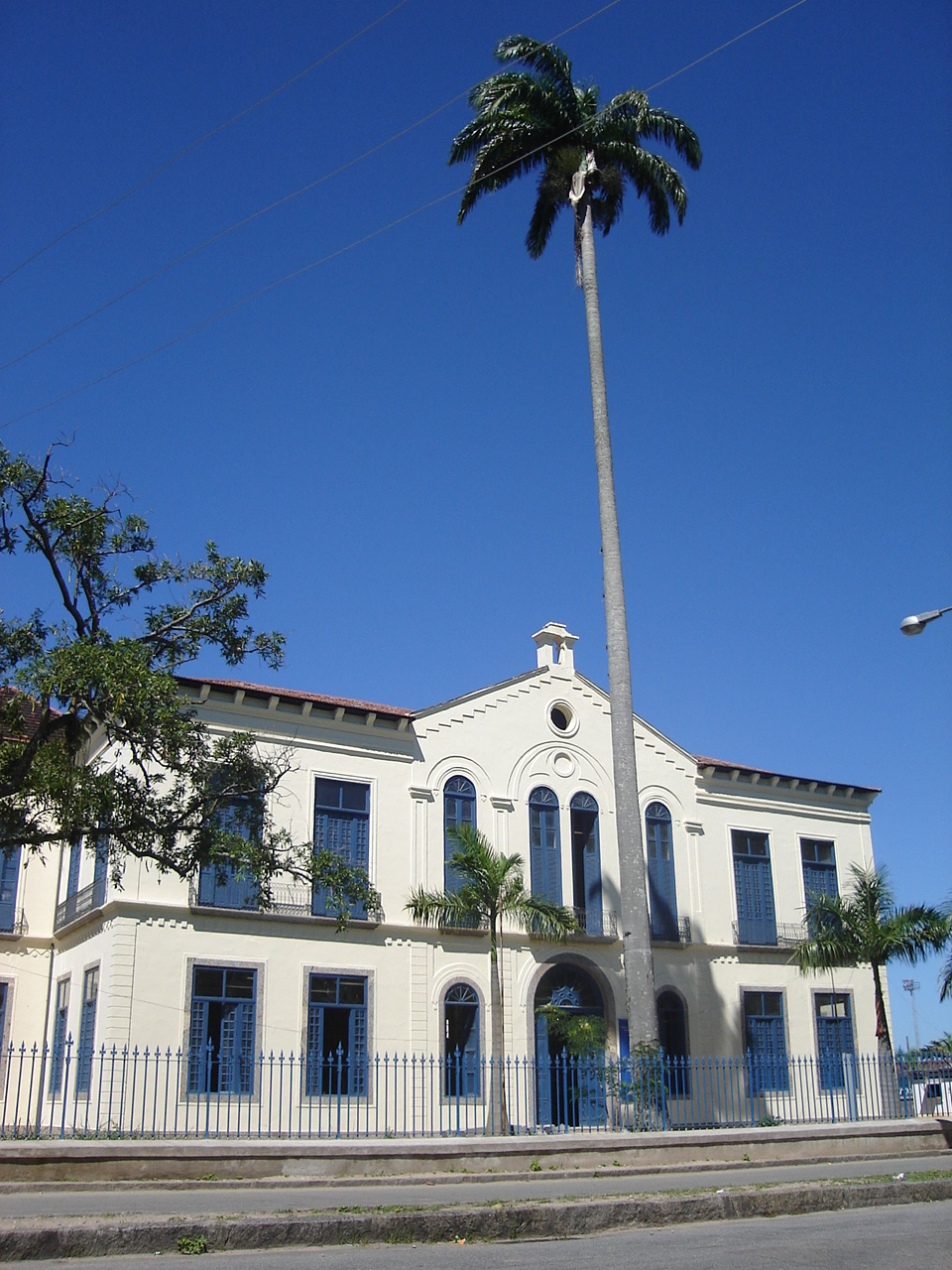
Palazzo principessa Isabel